# خانه امینیان
خانه امینیان مربوط به دوره قاجار است و در کرمان، خیابان شریعتی، کوچه ته باغ لله، پلاک ۵۲۵ واقع شده و این اثر در تاریخ ۱۰ خرداد ۱۳۸۲ با شمارهٔ ثبت ۹۱۴۸ به‌عنوان یکی از آثار ملی ایران به ثبت رسیده است.